# Ефимов, Теодор Ефимович
Теодо́р Ефи́мович Ефи́мов (настоящая фамилия — Гринште́йн; 15 апреля 1947, Алапаевск, Свердловская область — 17 мая 2016, Москва) — советский и российский композитор и пианист, аранжировщик, дирижёр. Член Союза композиторов России.

## Биография
Родился 15 апреля 1947 года в Алапаевске. В 1966 году окончил Музыкальное училище при Московской консерватории по классу фортепиано и композиции. Член Союза композиторов России. Автор сонат для фортепиано, скрипки, виолончели, двух квартетов, фортепианного трио, концерта для фортепиано с оркестром, а также вокальных сочинений.
Им написано много песен для взрослых (в том числе «В семь часов у Никитских ворот») и детей («Помогите кенгуру» и другие). Песни Ефимова написаны в соавторстве с такими поэтами, как Симон Осиашвили, Давид Усманов, Лариса Рубальская, Юрий Ряшенцев. В разное время их исполняли Михаил Боярский, Николай Караченцов, Армен Джигарханян, Светлана Лазарева и другие артисты.
Теодор Ефимов — автор музыки к киножурналу «Ералаш» (около 60 выпусков) и к художественным фильмам.
Длительное время был музыкальным руководителем пародийно-эксцентрического ансамбля «Экс-ББ», затем — Театра пародий Владимира Винокура.
Совместно с Марком Розовским создал телеспектакль «Золотая рыбка», спектакль в МХАТе им. Чехова «Брехтиана», мюзиклы «Как поссорился И. И. с И. Н.» и «Мирандолина» в театре «У Никитских ворот».
Жил и работал в Москве.
Скончался 17 мая 2016 года в Москве от болезни сердца.

### Личная жизнь
Жил в гражданском браке с Натальей Высоцкой (музыкальный редактор; впоследствии вышла замуж за писателя Аркадия Арканова).
Жена с 18 апреля 1998 г. — Алла Ильина (род. 28.05.1958) — психолог.

## Фильмография
- 1984—1997 — «Ералаш» (главный композитор; музыка использовалась до 2003 года)
- 1985 — «Что такое "Ералаш"?»
- 1985 — «Золотая рыбка» (телеспектакль)
- 1991 — «Пять похищенных монахов»
- 1993 — «Альфонс»

## Избранные песни
- «Баба-Яга» (слова Юрия Мажарова, исполняет ВИА «Ариэль»)
- «В 7 часов у Никитских ворот» (слова Михаила Любезнова, исполняет ВИА «Синяя птица»). Первое исполнение песни было предоставлено автором череповецкой группе «Рок-Сентябрь».
- «Верблюды» (слова Андрея Усачёва, исполняет Валерий Леонтьев)
- «Гадалка» (слова Симона Осиашвили, исполняет Армен Джигарханян)
- «Гостиница „Золотая рыбка“» (слова Юрия Ряшенцева, исполняют Михаил Боярский и Ирина Понаровская)
- «Здравствуй,  как  ты   живёшь?» (слова Симона Осиашвили, исполняет ВИА «Синяя птица»)
- «Задумчивая грусть» (слова Давида Усманова, исполняет ВИА «Синяя птица»)
- «Кино, кино, кино…» (слова Симона Осиашвили, исполняет Николай Караченцов)
- «Комната смеха» (слова Давида Усманова, исполняет ВИА «Ариэль»)
- «Маятник» (слова Симона Осиашвили, исполняет Николай Караченцов)
- «На Канарских островах» (слова Давида Усманова, исполняет ВИА «Весёлые ребята»)
- «Нелётная погода» (слова Давида Усманова, исполняет ВИА «Синяя птица»)
- «Нет маленьких ролей» (слова Давида Усманова, исполняет Михаил Боярский)
- «Помогите кенгуру» (слова Ларисы Рубальской, исполняет ВИА «Пламя», солист Алексей Кондаков)
- «Песенка о шутах» (слова Марк Розовский и Виктор Забелышинский, исполняют Михаил Боярский и Ирина Понаровская)
- «Скажите, капитан» (слова Давида Усманова, исполняет Светлана Лазарева)
- «Спартак» (слова Игоря Шаферана, исполняет ВИА «Бим-Бом»)
- «Три аккорда» (слова Сергея Дитятева, исполняет ВИА «Синяя птица»)
- «Хочешь, я стану дождиком» (слова Семёна Каминского, исполняет ВИА «Синяя птица»)
- «Чудаки» (слова Юрия Ряшенцева, исполняют Михаил Боярский и Ирина Понаровская)

## Интервью
- Симонян Георгий. …Проблема в том, что не стало шлягеров: Интервью с Теодором Ефимовым. Вокально-инструментальная эра (октябрь 2013). Дата обращения: 5 мая 2017.